# Pseudopeziza alismatis
Pseudopeziza alismatis är en svampart som först beskrevs av W. Phillips & Trail, och fick sitt nu gällande namn av Pier Andrea Saccardo 1889. Pseudopeziza alismatis ingår i släktet Pseudopeziza och familjen Dermateaceae.   Inga underarter finns listade i Catalogue of Life.